# 少西
公子少西（？—？），妫姓，名少西，字子夏，中国春秋时期陈国的公子，陈宣公的儿子。
子孙为夏氏，儿子公孙御叔，娶夏姬，生夏徵舒。